# Torcenay
Torcenay é uma comuna francesa na região administrativa de Grande Leste, no departamento de Haute-Marne. Estende-se por uma área de 8,49 km². Em 2010 a comuna tinha 565 habitantes (densidade: 66,5 hab./km²).